# 노덕
노덕(1980년 ~ )은 대한민국의 영화 감독이자 각본가이다. 노덕의 2015년 영화 특종: 량첸살인기는 코리아헤럴드에 의해 대체로 재밌는 영화로 기술되었으며 데뷔 영화 연애의 온도는 이상하게 솔직하면서 유머스러운 영화로 평가받았다.

## 참여 작품

### 영화
- 2001년 영화 《영맨 노영만》 ... 미술
- 2003년 영화 《지구를 지켜라!》 ... 스크립터
- 2005년 영화 《마스크 속, 은밀한 자부심》 ... 각본&감독
- 2013년 영화 《연애의 온도》 ... 각본&감독
- 2015년 영화 《특종: 량첸살인기》 ... 각본&감독
- 2024년 영화 《더 킬러스》 ... 감독
- 2024년 영화 《히든 페이스》 ... 공동각본

### 드라마
- 2020년 MBC 단막극 《시네마틱드라마 SF8 - 만신》 ... 연출 & 공동집필
- 2022년 NETFiLX 오리지널 드라마 《글리치》 ... 연출

### 연극
- 2016년 연극 《클로저》 ... 연출

## 수상
- 2013년 올해의 여성영화인상 감독상
- 2013년 제16회 상하이국제영화제 아시아신인작품상